# Villacañas
Villacañas község Spanyolországban, Toledo tartományban. Villacañas Corral de Almaguer, Villa de Don Fadrique, Quero, Villafranca de los Caballeros, Madridejos, Tembleque és Lillo községekkel határos. Lakosainak száma 9489 fő (2024).

## Népesség
A település népessége az utóbbi években az alábbiak szerint változott:
| Lakosok száma | 9393 | 10 000 | 10 310 | 10 645 | 10 515 | 10 089 | 9840 | 9548 | 9418 | 9489 |
|               | 2001 | 2004   | 2007   | 2009   | 2012   | 2014   | 2017 | 2019 | 2022 | 2024 |